# Countdown (canção de Hyde)
"Countdown" é o sétimo single do músico japonês Hyde, lançado em 5 de outubro de 2005 pela Haunted Records (Ki/oon Records) e incluído no álbum Faith. A canção foi usada como tema da versão japonesa do filme Stealth. O single foi lançado após uma pausa em sua carreira solo. O website CD Journal descreveu o single como tendo um "som dinâmico", "refrão intenso" e uma "melodia pesada".

## Recepção
"Countdown" alcançou a primeira posição na Oricon Singles Chart semanal, permanecendo na parada por oito semanas. Foi certificado disco de ouro pela RIAJ por vender mais de 100 mil cópias no mês de lançamento. Na parada de singles de rock e pop japoneses da Tower Records, alcançou o segundo lugar.

## Faixas
| N.º            | Título              | Duração |  |
| 1.             | "Countdown"         | 4:09    |  |
| 2.             | "Countdown <U.S.>"  | 4:10    |  |
| 3.             | "Evergreen <DIST.>" | 4:39    |  |
| Duração total: | Duração total:      | 12:59   |  |